# Яванське море

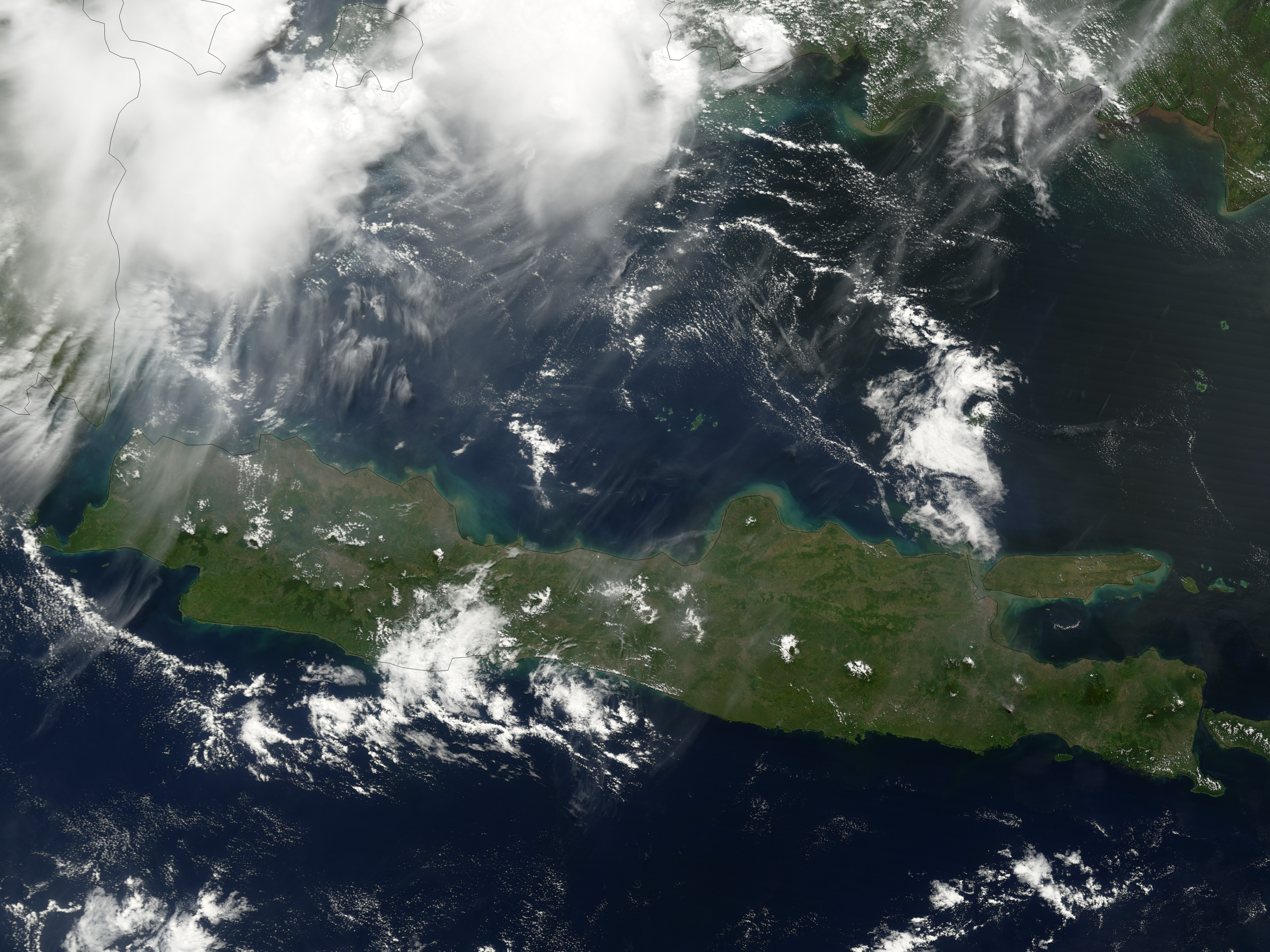
Яванське море з орбіти

Ява́нське мо́ре (індонез. Laut Jawa) — мілководне міжострівне море на заході Тихого океану, між індонезійськими островами Малайського архіпелагу (Суматра, Ява, Калімантан, Сулавесі). Є частиною так званого Австрало-Азійського Середземного моря на Зондському шельфі. Виникло наприкінці останнього льодовикового періоду. Зондською протокою сполучається з Індійським океаном. Площа 552 тисячі км², глибини до 1272 м, переважні глибини до 60 м (середня глибина 111 м). Загальний обсяг води становить 61 тис. км³.
Яванське море — район сейсмічної активності. Дно моря розчленоване підводними долинами, перекритими піщаними та піщано-мулистими відкладеннями. Узбережжя пологі, вкриті мангровими лісами. Коралові рифи досить поширені.

## Гідрографія
Яванське море розташовано в районі екваторіальних мусонів. Температура води на поверхні від 27 до 28 °C. Солоність від 31,5 до 33,5 ‰. Поверхневі морські течії спрямовані взимку зі сходу на захід, а влітку — із заходу на схід. Припливи напівдобові та подобові (до 1,4 м).

## Межі
Міжнародна гідрографічна організація визначає межі Яванського моря, що є однією з акваторій Східно-Індійського архіпелагу. Iho визначає свої межі як зазначено нижче:
На Півночі. Межує з Південнокитайським морем [від мису Луципара Пойнт (англ. Lucipara Point) (3°14′ пд. ш. 106°05′ сх. д. / 3.233° пд. ш. 106.083° сх. д.) звідти до Таджонг Нанка (англ. Tanjong Nanka), мис на південному заході острова Банка, через цей острів до Танджонг Берікат (англ. Tanjong Berikat) (2°34′ пд. ш. 106°51′ сх. д. / 2.567° пд. ш. 106.850° сх. д.), далі до Танджонг Джеманг (англ. Tanjong Djemang) (2°46′ пд. ш. 108°16′ сх. д. / 2.767° пд. ш. 108.267° сх. д.), уздовж північного узбережжя цього острова до Танджонг Боероенг Манді (англ. Tanjong Boeroeng Mandi) (2°46′ пд. ш. 108°16′ сх. д. / 2.767° пд. ш. 108.267° сх. д.) звідти лінія прямує до Самбар Танджонг до (англ. Sambar Tanjong) (3°00′ пд. ш. 110°19′ сх. д. / 3.000° пд. ш. 110.317° сх. д.) південно-західний край Борнео], Південне узбережжя Борнео обмежує Макасарську протоку [По лінії від південно-західного краю Сулавесі ((5°37′ пд. ш. 119°27′ сх. д. / 5.617° пд. ш. 119.450° сх. д.) через південну точку Тана Кеке (англ. Tana Keke), через південь острова Лаоет (англ. Laoet) ((4°06′ пд. ш. 116°06′ сх. д. / 4.100° пд. ш. 116.100° сх. д.) звідти до західного узбережжя цього острову до Танджонг Ківі (англ. Tanjong Kiwi) і звідти через до Танджонг Петанг (англ. Tanjong Petang), Борнео ((3°37′ пд. ш. 115°57′ сх. д. / 3.617° пд. ш. 115.950° сх. д.) на південному кінці протоки Лаоет].
На сході Західна межа моря Флорес [Лінія від Тг Сарокаджа (англ. Tg Sarokaja) (8°22′ пд. ш. 117°10′ сх. д. / 8.367° пд. ш. 117.167° сх. д.) до острова Західний Патерностер (англ. Paternoster) ((7°26′ пд. ш. 117°08′ сх. д. / 7.433° пд. ш. 117.133° сх. д.) звідти до північного сходу острова Постилджон (англ. Postiljon) ((6°33′ пд. ш. 118°49′ сх. д. / 6.550° пд. ш. 118.817° сх. д.) і до західної точки затоки Лаїканг, Сулавесі].
На півдні. Північна та північно-західна межа моря Балі [лінія прямує від острова Західний Патерностер до східної точки Сепаджанг (англ. Sepandjang) і звідти через цей острів до західної точки затоки Джиде на південному узбережжі острова Кангеан (англ. Kangean) ((7°01′ пд. ш. 115°18′ сх. д. / 7.017° пд. ш. 115.300° сх. д.). далі від західної точки затоки Джиде, острову Кангеан, до Тг Седано, північно-східній край острова Ява і східним узбережжям до Тг Баннтенан на південному сході острова], північне і західне узбережжя Яви до Ява Хуфд (англ. Java Hoofd) ((6°46′ пд. ш. 105°12′ сх. д. / 6.767° пд. ш. 105.200° сх. д.) його західної точки, і звідти лінія прямує до Vlakke Hoek ((5°55′ пд. ш. 104°35′ сх. д. / 5.917° пд. ш. 104.583° сх. д.) на південному узбережжі Суматри.
На заході Східним узбережжям Суматри між Vlakke Hoek і Луципара Пойнт (3°14′ пд. ш. 106°05′ сх. д. / 3.233° пд. ш. 106.083° сх. д.).

## Клімат
Північна і західна акваторія моря лежить в екваторіальному кліматичному поясі, східна і південна — в субекваторіальному. На заході над морем увесь рік панують екваторіальні повітряні маси. Клімат жаркий і вологий зі слабкими нестійкими вітрами. Сезонні амплітуди температури повітря часто менші за добові. Зволоження надмірне, часті зливи й грози. На сході взимку вторгаються тропічні. Сезонні амплітуди температури повітря незначні. У літньо-осінній період часто формуються тропічні циклони.

## Біологія

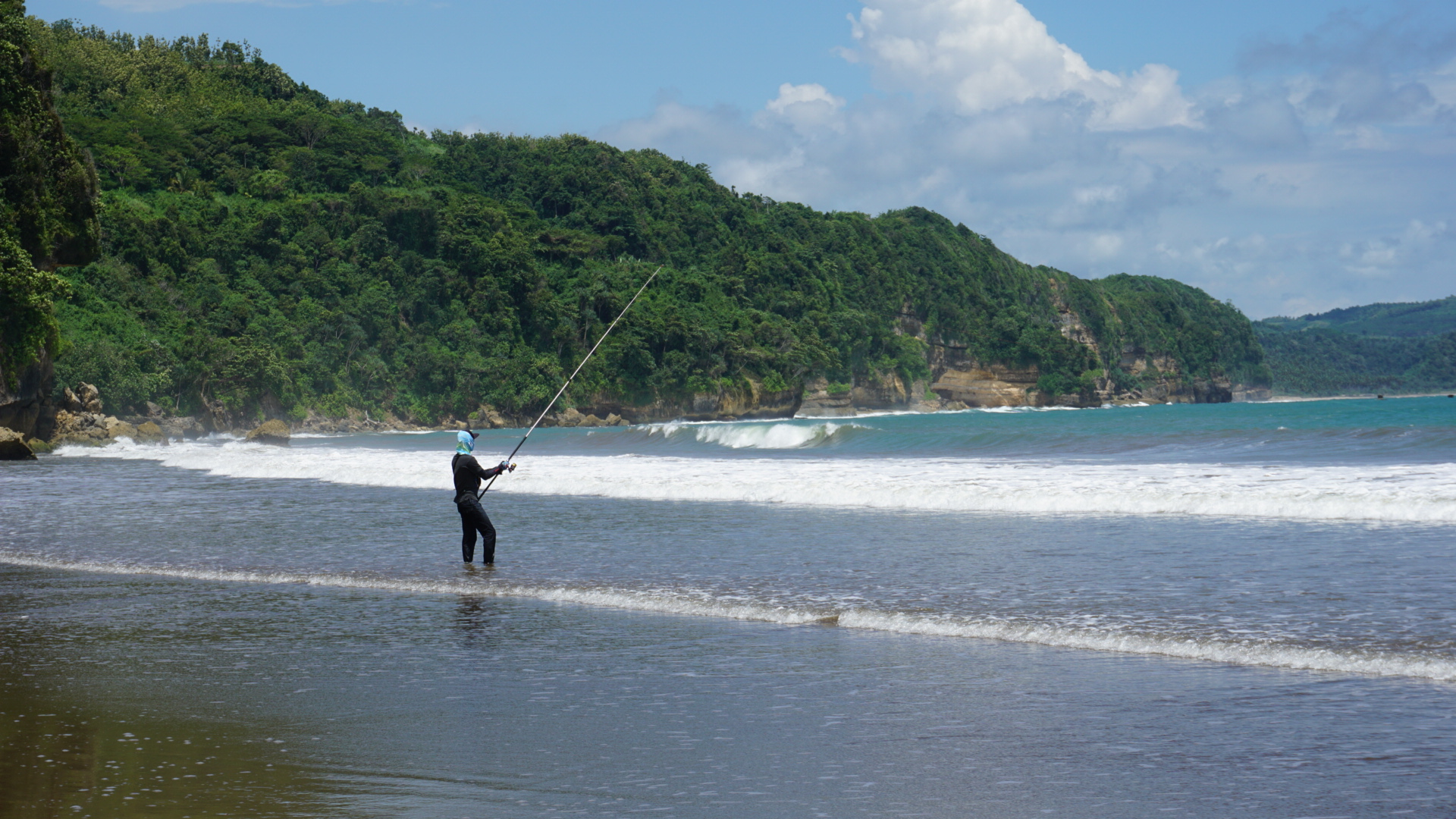
Риболовля на Яванському морі

Акваторія моря відноситься до морського екорегіону Сундський шельф — Яванське море центральної індо-тихоокеанської зоогеографічної провінції. У зоогеографічному відношенні донна фауна континентального шельфу й острівних мілин до глибини 200 м відноситься до індо-західнопацифічної області тропічної зони.

## Господарство
Рибальство (південний оселедець, летючі риби, тунець), видобуток перлин, нафти і природного газу.
Головні порти:
- Джакарта (Танджунгпріок), Семаранг, Сурабая (острів Ява);
- Банджармасін (Калімантан).